# Kalanwali
Kalanwali è una città dell'India di 25.155 abitanti, situata nel distretto di Sirsa, nello stato federato dell'Haryana. In base al numero di abitanti la città rientra nella classe III (da 20.000 a 49.999 persone).

## Geografia fisica
La città è situata a 29° 51' 0 N e 74° 57' 0 E e ha un'altitudine di 193 m s.l.m..

## Società

### Evoluzione demografica
Al censimento del 2001 la popolazione di Kalanwali assommava a 25.155 persone, delle quali 13.283 maschi e 11.872 femmine. I bambini di età inferiore o uguale ai sei anni assommavano a 3.377, dei quali 1.872 maschi e 1.505 femmine. Infine, coloro che erano in grado di saper almeno leggere e scrivere erano 14.405, dei quali 8.357 maschi e 6.048 femmine.